# تروي (مقاطعة والورث)
تروي، مقاطعة والورث (بالإنجليزية: Troy, Walworth County, Wisconsin)‏ هي بلدة تقع بولاية ويسكونسن في الولايات المتحدة. تبلغ مساحتها 91.8 (كم²)، وترتفع عن سطح البحر 279 م، بلغ عدد سكانها 2328 نسمة في عام 2000 حسب إحصاء مكتب تعداد الولايات المتحدة وتصل الكثافة السكانية فيها 25.9 نسمة/كم2.

## وصلات خارجية
- http://www.townoftroy.com/
- The US50 - Cities and Towns in Wisconsin State
- Wisconsin Cities and Towns, Facts, Map, Flag, Colleges, Government, and More